# Hypogastrura dasiensis
Hypogastrura dasiensis är en urinsektsart som beskrevs av Selga 1966. Hypogastrura dasiensis ingår i släktet Hypogastrura och familjen Hypogastruridae. Inga underarter finns listade i Catalogue of Life.